# 2018年亞洲運動會閉幕典禮
2018年亞洲運動會閉幕禮于印度尼西亚西部时间2018年9月2日晚7点在雅加达朋卡諾體育場主場館举行，9点25分结束。国际赛事转播服务负责向环球转播典礼。印尼副总统优素福·卡拉、国际奥委会主席托马斯·巴赫、亚奥理事会主席艾哈迈德·法赫德·艾哈迈德·萨巴赫出席典礼。
印尼总统佐科·维多多前往早前发生连串地震的龙目岛视察灾情，未能亲自来到现场。他在时任西努沙登加拉省省长穆罕默德·宰努尔·马吉的陪同下，通过当地应急避难所的视频会议在典礼上远程发表讲话。副总统卡拉随后发表印尼语和英语双语演讲，萨巴赫宣布亚洲会闭幕。之后，中国奥委会主席苟仲文、下届赛事举办地杭州市市长徐立毅接过雅加达省长阿尼斯·巴斯威丹手中的本届赛事的火炬棒、首届亚运会会旗和亚奥理事会旗帜。阿里巴巴集团创办人马云和金牌游泳运动员孙杨推介了他们的家乡、即将举办下届赛事的杭州。
印度尼西亚国民军和印尼国家警察学院鼓操队表演了军操。除了印尼当地艺人和中国传统舞蹈音乐，韩国男子组合Super Junior和iKon、印度歌手西达尔特·斯拉蒂亚也献上表演。